# Wikipedia rosyjskojęzyczna
Wikipedia rosyjskojęzyczna (ros. Русская Википедия) – wersja Wikipedii w języku rosyjskim, siódma pod względem liczby artykułów (stan na 8 maja 2020), a także szósta najczęściej odwiedzana edycja językowa Wikipedii (stan na czerwiec 2020).

## Historia
Informacja o utworzeniu rosyjskojęzycznej edycji Wikipedii została zawarta w liście Jasona Richeya z 11 maja 2001 roku. Znajdowała się ona początkowo w domenie http://russian.wikipedia.com/, zmienionej 17 maja na adres http://ru.wikipedia.com. Tego samego dnia dokonano pierwszej edycji strony HomePage z adresu IP 217.14.192.xxx, zlokalizowanego w Iżewsku. Dnia 24 maja 2001 roku o 8:44 został utworzony pierwszy artykuł – Rossija (Россия), zawierająca tekst Rossija – wielikaja strana (Россия – великая страна).
7 listopada 2002 roku Wikipedia rosyjskojęzyczna zmieniła domenę z http://ru.wikipedia.com na http://ru.wikipedia.org. Używane wówczas oprogramowanie wiki zmieniono z UseModWiki na MediaWiki. Główną stronę nazwano Bazowaja statja (Базовая статья).
W Wikipedii rosyjskojęzycznej ponad 100 tysięcy artykułów stworzyły roboty. Edycja zawiera również artykuły ze starych encyklopedii, do których prawa wygasły.

### Protest przeciwko projektowi ustawy nr 89417-6

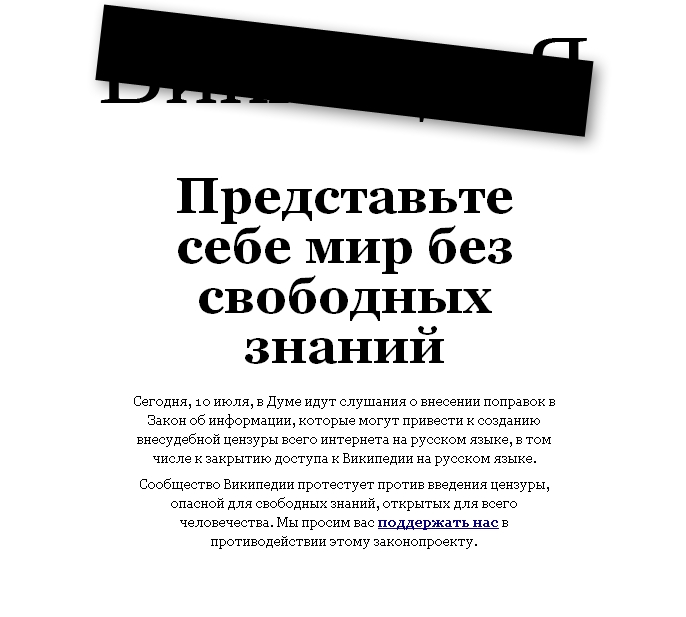
Protest rosyjskojęzycznej Wikipedii przeciwko cenzurze (10 lipca 2012)

10 lipca 2012 roku Wikipedia rosyjskojęzyczna była zablokowana (niemożliwy był dostęp do treści artykułów, zarówno dla czytelników, jak i edytorów) na znak protestu przeciwko rządowemu projektowi ustawy nr 89417-6 (Законопроект № 89417-6), który przewiduje wprowadzenie cenzury w Runecie.

## Krytyka
W 2015 Roman Leibov, profesor Uniwersytetu w Tartu, powiedział w wywiadzie, że artykuły o tematyce humanistycznej na Wikipedii rosyjskojęzycznej są znacznie gorszej jakości w porównaniu z Wikipedią anglojęzyczną, z czasem niektóre artykuły mogą ulec pogorszeniu. Lebiov zasugerował, że efekt ten spowodowany jest nadgorliwym nadzorowaniem praw własności intelektualnej przez społeczność wikipedystów i ubolewał nad słabymi umiejętnościami niektórych użytkowników.

## Statystyki

Państwa, gdzie rosyjska Wikipedia jest najpopularniejsza

Według stanu na 29 grudnia 2012 roku Wikipedia rosyjskojęzyczna zajmowała szóste miejsce pod względem liczby artykułów, pierwsze miejsce – pod względem liczby artykułów wśród edycji w językach słowiańskich (drugie miejsce zajmowała polskojęzyczna Wikipedia) oraz plasowała się na pierwszym miejscu wśród edycji, w których nie używa się alfabetu łacińskiego.
Wzrost liczby artykułów